# Денпасар (аеропорт)
Міжнародний аеропорт Нгурах-Рай також відомий як Міжнародний аеропорт Денпасар (IATA: DPS, ICAO: WADD) на острові Балі, за 13 км на південь від міста Денпасар та 2,5 км від міста Кута. Є другим за величиною аеропортом Індонезії після джакартського Міжнародного аеропорту Сукарно Хатта. Частину смуг аеропорту використовує ВПС Індонезії.
Названий на честь національного героя Індонезії І Густі Нгурах Рая, котрий загинув 20 листопада 1946 року в бою з голландцями на півдні Балі під час війни за незалежність країни.

## Розташування
Аеропорт знаходиться в місті Тубан на острові Балі між містами Кута і Джимбаран. Також він розташований поруч з курортами південної частини Балі, туристичний центр міста Кути розташований на 2,5 км на північ від аеропорту. Столиця Балі, Денпасар, знаходиться поруч.

## Історія
- 1931 рік — голландці будують на нинішньому місці аеродром з однієї ЗПС довжиною 700 метрів і мінімальною кількістю технічних споруд
- 1942-1945 роки — аеродром у справному стані захоплений японцями, які висадилися на Балі в ході їх наступальної операції в Нідерландській Ост-Індії. До кінця окупації ЗПС розширена до 1200 метрів
- 1963-1969 роки — розширення ЗПС до 2700 метрів
- 1989-1992 роки — розширення ЗПС до 3000 метрів
- 2017 рік — аеропорт закривався на 2 дні через виверження вулкану Агунг.

## Статистика
| Рік  | Пасажирів | Вантажів, тонна | Рейсів |
| ---- | --------- | --------------- | ------ |
| 2002 | 4 836 860 | 58              | 46 099 |
| 2003 | 4 550 389 | 53              | 47 390 |
| 2004 | 6 026 893 | 56              | 58 838 |
| 2005 | 6 505 553 | 57              | 63 223 |

## Події
- 22 квітня 1974 року — Boeing 707 авіакомпанії Pan Am врізався в гору при заході а посадку, загинули всі 107 пасажирів.
- 5 жовтня 1978 року — на стоянці згорів Douglas C-47 Skytrain авіакомпанії Merpati Nusantara Airlines.
- 13 квітня 2013 року — «Боїнг-737-800» авіакомпанії Lion Air не долетів до смуги, приземлився на мілководді і розламався на дві частини. Вижили всі 108 осіб на борту.

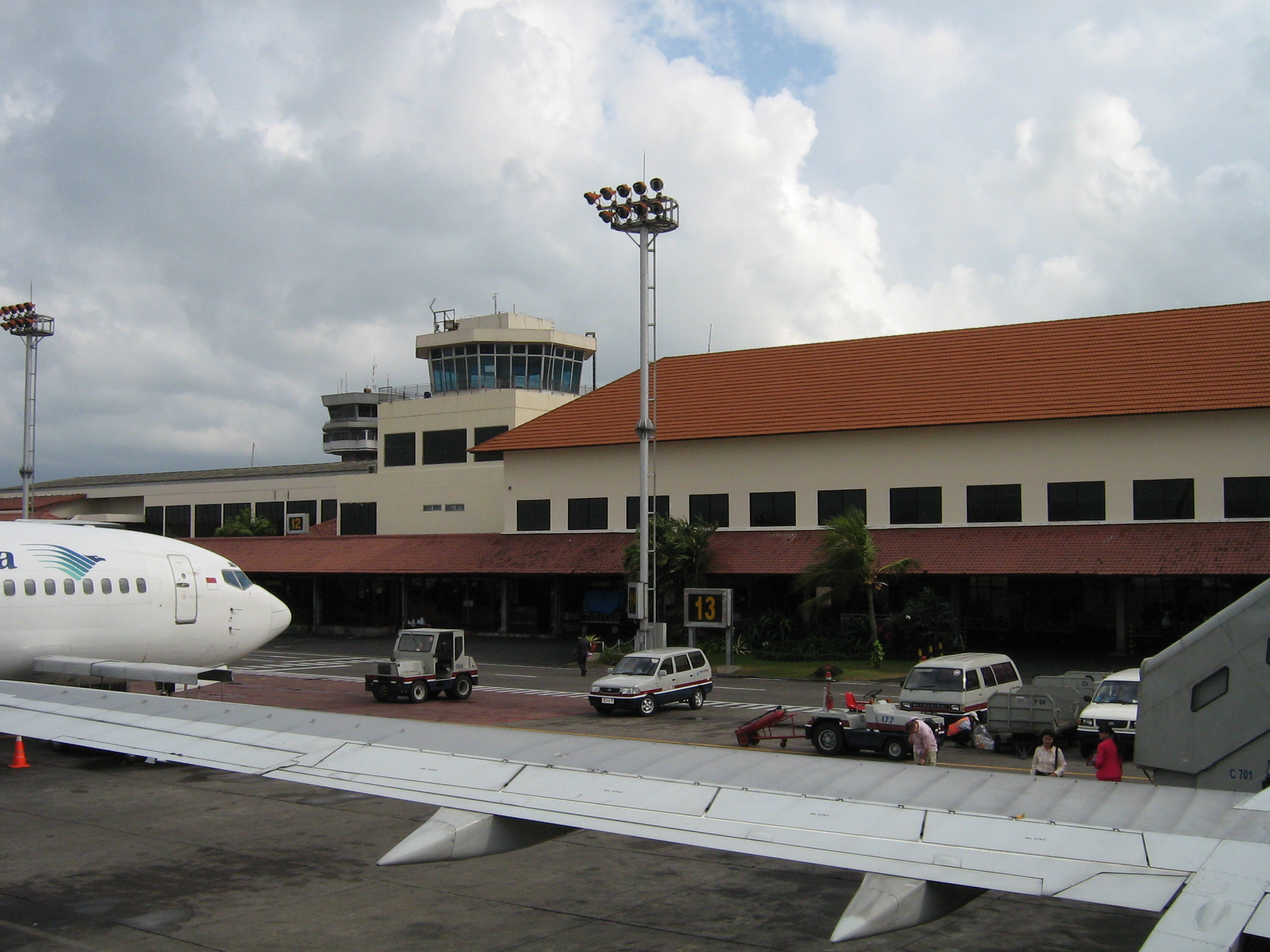
Внутрішній термінал
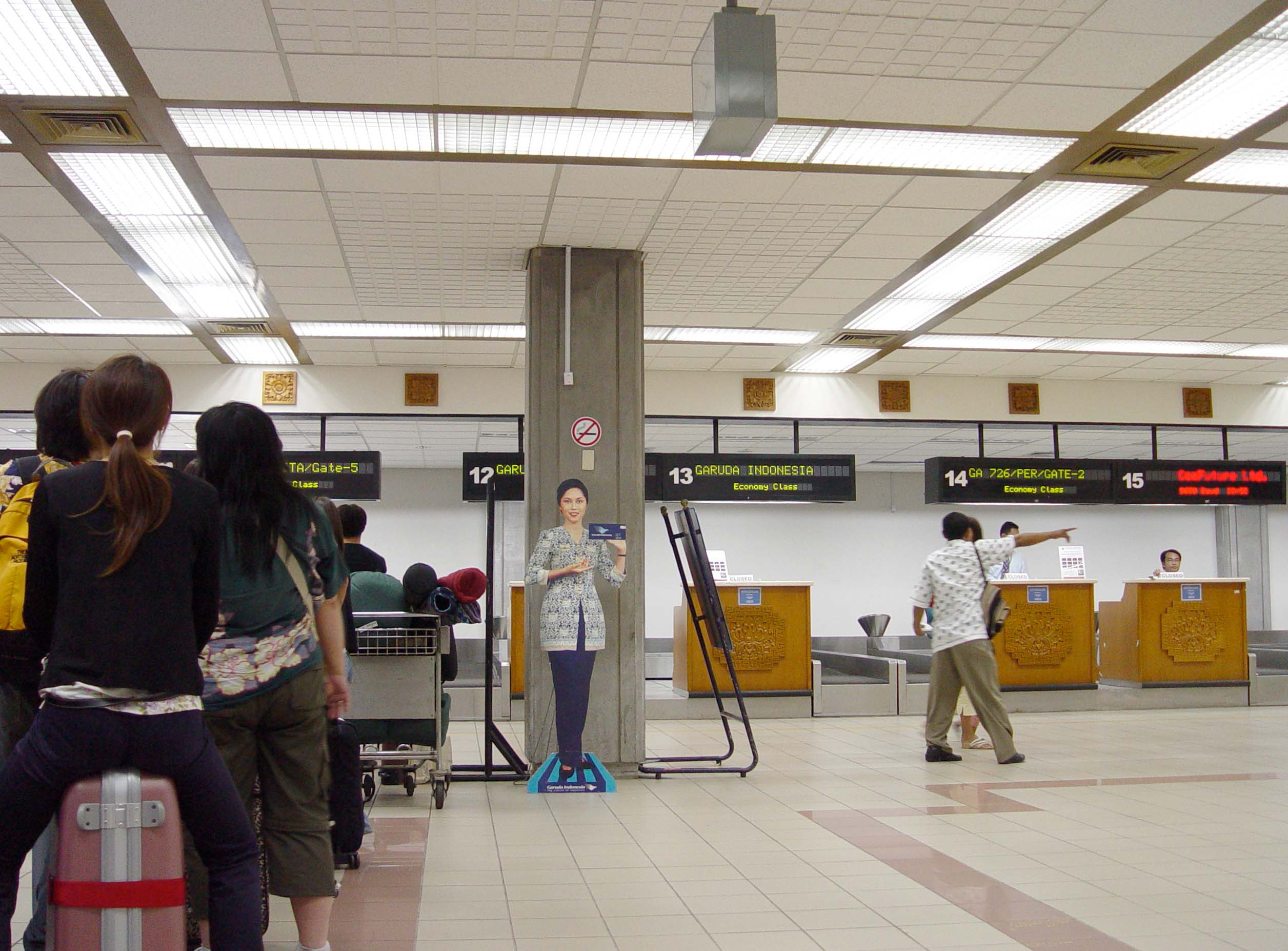
Міжнародний термінал
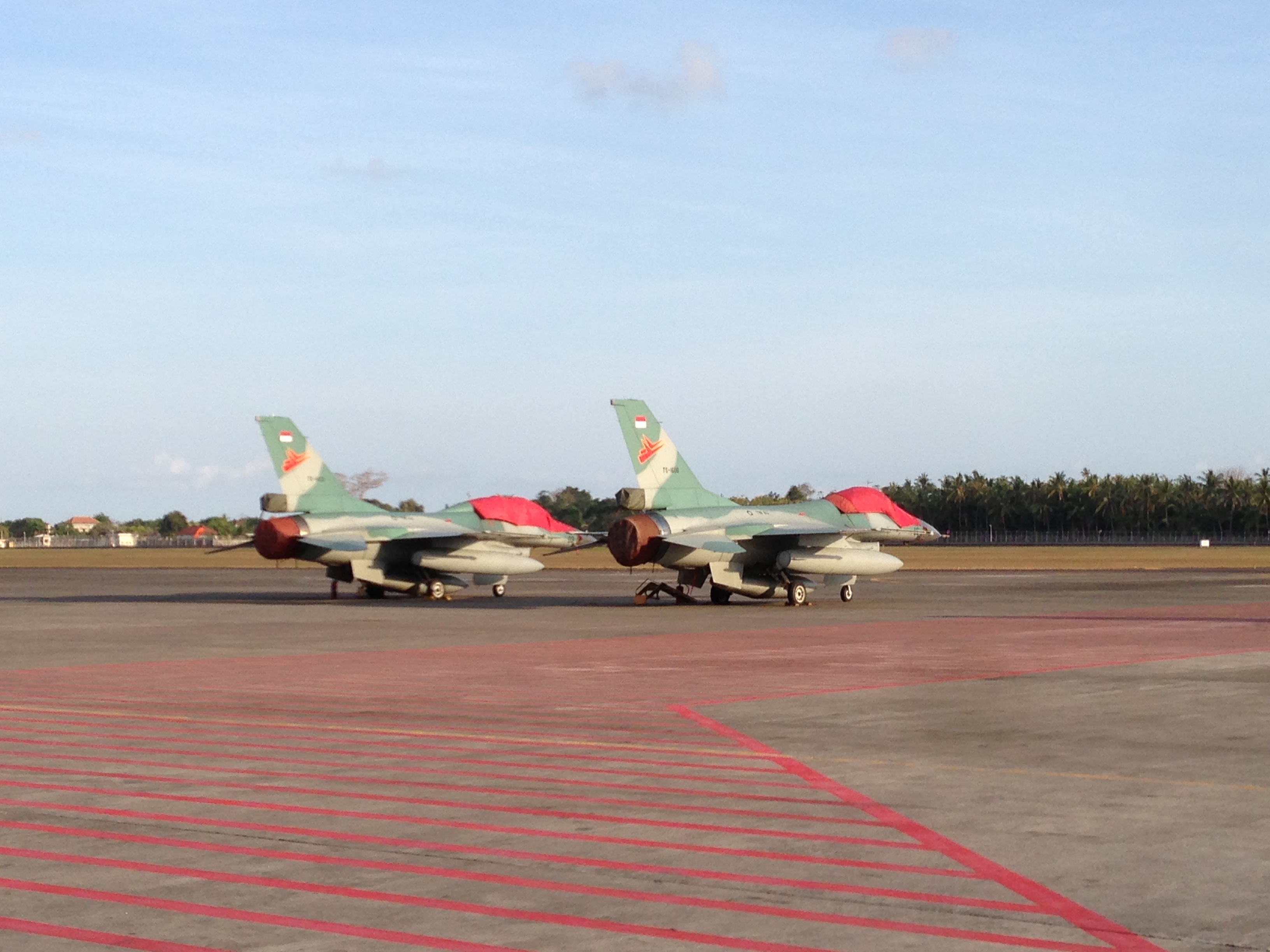
Винищувачі F-16 ВПС Індонезії на злітно-посадковій смузі
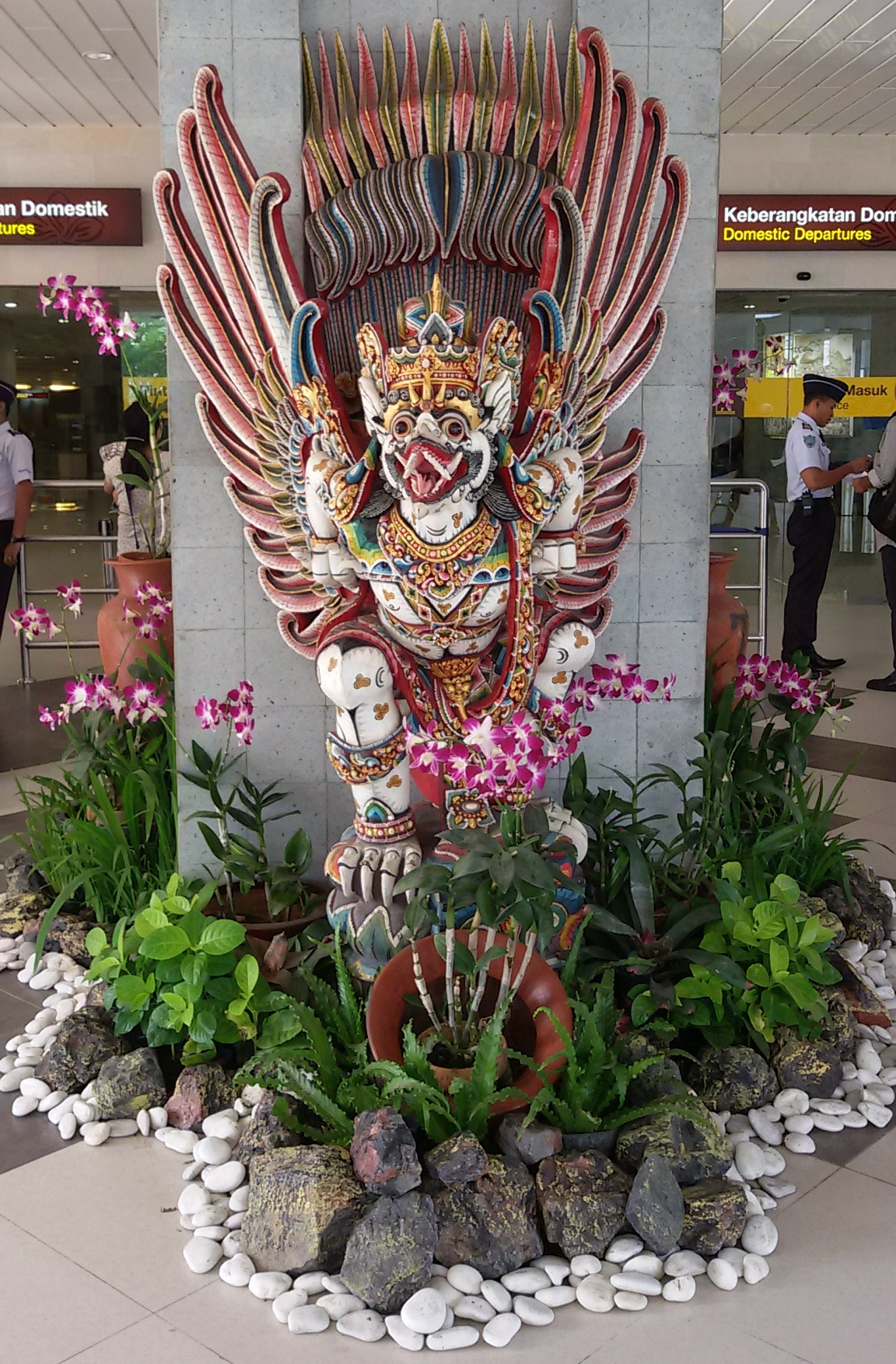
Статуя Ґаруди терміналі для місцевих польотів